# Magion–5
A Magion–5 (Magion: MAGnetosféra a IONosféra) cseh  ionoszféra- és magnetoszféra-kutató mikroműhold.

## Küldetés
A nemzetközi együttműködésben megvalósított, orosz vezetésű, a napszél és a magnetoszféra kölcsönhatásának tanulmányozására létrehozott Interbol (angolul: Interball) program részeként indították. A műholdat a Cseh Tudományos Akadémia Légkörfizikai Intézete készítette. Feladata a földi követő egységek optikai és elektronikai – antennatesztek végzése – ellenőrzésének elősegítése, illetve műszereinek mért adatait digitális úton átjátszani a vevő egységbe. Feladata és a fedélzetén elhelyezett műszerek megegyeztek a  Magion–4 műholdéval. Kutatási területei a napszél-energia mérése a magnetoszférában, a magnetoszféra hatása az ionoszférára és a földi légkörre. A sarki fény hatásmechanizmusának feltérképezése. A tudományos egység 12 különböző, vizsgálati  területekre jellemző műszerrel rendelkezett. Háromtengelyes helyzetstabilizációt alkalmaztak.

## Jellemzői
1996. augusztus 29-én a Pleszeck űrrepülőtérről egy Molnyija–M hordozórakétával indították alacsony Föld körüli pályára. Az Interbol–2 volt a Magion–5 hordozó egysége, melynek pályaadatai: indulópályája 5,79 órás, 62,76 fokos hajlásszögű, elliptikus pálya- perigeuma 770 kilométer, apogeuma 19 213 kilométer volt.
A Magion–5 1996. augusztus 30-án vált el az őt hordozó Interbol–2-től, önálló feladatokat hajtott végre. Az orbitális egység alappályája 5,79 órás, 62,80 fokos hajlásszögű, nagy excentricitású elliptikus pálya perigeuma 791 km, apogeuma 19 196 km volt.  Tömege 62 kg. A pályamagasság korrekciójára sűrített gázzal működő fúvókák szolgálták. A műhold aktív szakaszában hetente kétszer hajtott végre pályakorrekciót a pályamagasság megtartása érdekében. A pályakorrekció 2001. június 29-ig tartott, amikor kiürült a korrekciós hajtómű gáztartálya.
Energiaellátását akkumulátorok (10 darab hermetikusan zárt VARTA RSQ–4 nikkel-kadmium akkumulátor) és napelemek összehangolt egysége biztosította. 18 darab 196×196 mm méretű, 14 V-os napelem-panelt szereltek a műholdra, melyek maximális teljesítménye 36 W. A műhold teljes tömege 62 kg. 
1996. augusztus 30-án megszakadt, majd 1998.  május 7-én helyreállt vele a kapcsolat. A műhold programjának tervezett ideje 18 hónap volt, de még a 2000-es évek elején is érkeztek jelek a Magion–5-től. A műholdtól az utolsó adatokat 2002. július 2-án vették.